# Новосілки (Чернігівський район)
Новосі́лки —  село в Україні, у Ріпкинській селищній громаді Чернігівського району Чернігівської області. Населення становить 113 осіб. До 2020 орган місцевого самоврядування — Радульська селищна рада.

## Історія
12 червня 2020 року, відповідно до розпорядження Кабінету Міністрів України № 730-р «Про визначення адміністративних центрів та затвердження територій територіальних громад Чернігівської області», увійшло до складу Ріпкинської селищної громади.
19 липня 2020 року, в результаті адміністративно - територіальної реформи та ліквідації Ріпкинського району, село увійшло до складу Чернігівського району Чернігівської області.

## Населення

### Мова
Розподіл населення за рідною мовою за даними перепису 2001 року:
| Мова       | Кількість | Відсоток |
| ---------- | --------- | -------- |
| українська | 103       | 91.15%   |
| російська  | 10        | 8.85%    |
| Усього     | 113       | 100%     |